# Syafi’ie Redzuan
Syafi’ie Redzuan (* 25. Oktober 2003 in Singapur), mit vollständigen Namen Syafi’ie bin Redzuan, ist ein singapurischer Fußballspieler.

## Karriere
Syafi’ie Redzuan erlernte das Fußballspielen in der Schulmannschaft der St Patrick’s School. Im Januar 2022 wechselte er in die Juniorenmannschaft des Erstligisten Hougang United. Am 24. Januar 2023 trat er seinen Militärdienst an. Einen Tag später wurde er an die in der ersten Liga spielenden Young Lions ausgeliehen. Sein Erstligadebüt gab Syafi’ie Redzuan am 27. Mai 2023 (13. Spieltag) im Heimspiel gegen Geylang International. Hier wurde er in der 88. Minute für Jared Gallagher eingewechselt. 2023 bestritt er 14 Erstligaspiele.